# Kościół Podwyższenia Krzyża Świętego w Dobranowicach
Kościół Podwyższenia Krzyża Świętego w Dobranowicach – rzymskokatolicki kościół parafialny, znajdujący się w Dobranowicach w powiecie krakowskim, w gminie Igołomia-Wawrzeńczyce.
Obiekt, wraz z kaplicą, cmentarzem przykościelnym oraz ogrodzeniem, został wpisany do rejestru zabytków nieruchomych województwa małopolskiego.

## Historia
Geneza pierwotnego kościoła – odnotowana przez Jana Długosza jako drewniany pw. św. Krzyża sięga XIV w. (wzmiankowany w 1381 r. i 1382 r. oraz w 1400 r.).
Zniszczoną w okresie reformacji świątynie wzniesiono na nowo w 1614 r. z fundacji Zuzanny i Jerzego Obalkowskich. Na przełomie XVI/XVII w. wieś Dobranowoce należała do pobliskiej parafii w Żębocin, po odbudowie kościoła parafia wznowiła działalność. Kościół został odnawiany w 1802 r. staraniem rodziny Treutlerów (Franciszka Treutlera) jednak z powodu złego stanu rozebrano go w 1886 r. Obecny wybudowano w 1887 roku staraniem ówczesnego proboszcz Władysława Kucińskiego według projektu Adalfa Jóżefa Opida (1838-1892) krakowskiego budowniczego, dzierżawcy Wronia, konsekrowany 10 lipca 1889 r. przez bpa Tomasza Kulińskiego .

## Architektura
Obiekt ceglany, neogotycki, orientowany, jednonawowy z prezbiterium zamkniętym trójbocznie . W 1975 roku budynek otynkowano . Po południowej stronie kościoła stoi prosta żelazna dzwonnica.

## Wystrój i wyposażenie
Wyposażenie manierystyczne z pocz. XVII wieku 
- freski z 1913 roku autorstwa Leona Zdziarskiego z Łęczycy[4] ;
- ołtarz główny i boczny południowy – barokowe z około 1614 roku, pochodzą z wcześniejszej świątyni[2] [4] ;
- ołtarz boczny północny neogotycki z 1937 roku[4] ;
- ambona neogotycka z przełomu XIX i XX wieku[4] ;
- organy piszczałkowe z 1929 roku wybudowane przez Stefana Truszczyńskiego[4] .

## Kaplica cmentarna z krypta grobową
Kaplica murowana powstała przed 1887 rokiem, czyli przed budową obecnego kościoła murowanego. Spoczywają w niej właściciele dóbr Dobranowice (Poborowice), oraz księża z parafii .

## Cmentarz parafialny
Założony ok. poł. XIX wieku, za kościołem i kaplicą cmentarną, stary przykościelny cmentarz zlikwidowano. Najstarszy grób (z żelaza) rodziny Treutlerów pochodzi z 1851 roku .